# 沙古鄉
46°03′N 21°17′E / 46.050°N 21.283°E
沙古鄉（羅馬尼亞語：Comuna Șagu, Arad）是羅馬尼亞的鄉份，位於該國西部，由阿拉德縣負責管轄，面積103平方公里，海拔高度143米，2011年人口3,776，人口密度每平方公里38人。